# Prix Bill Coleman

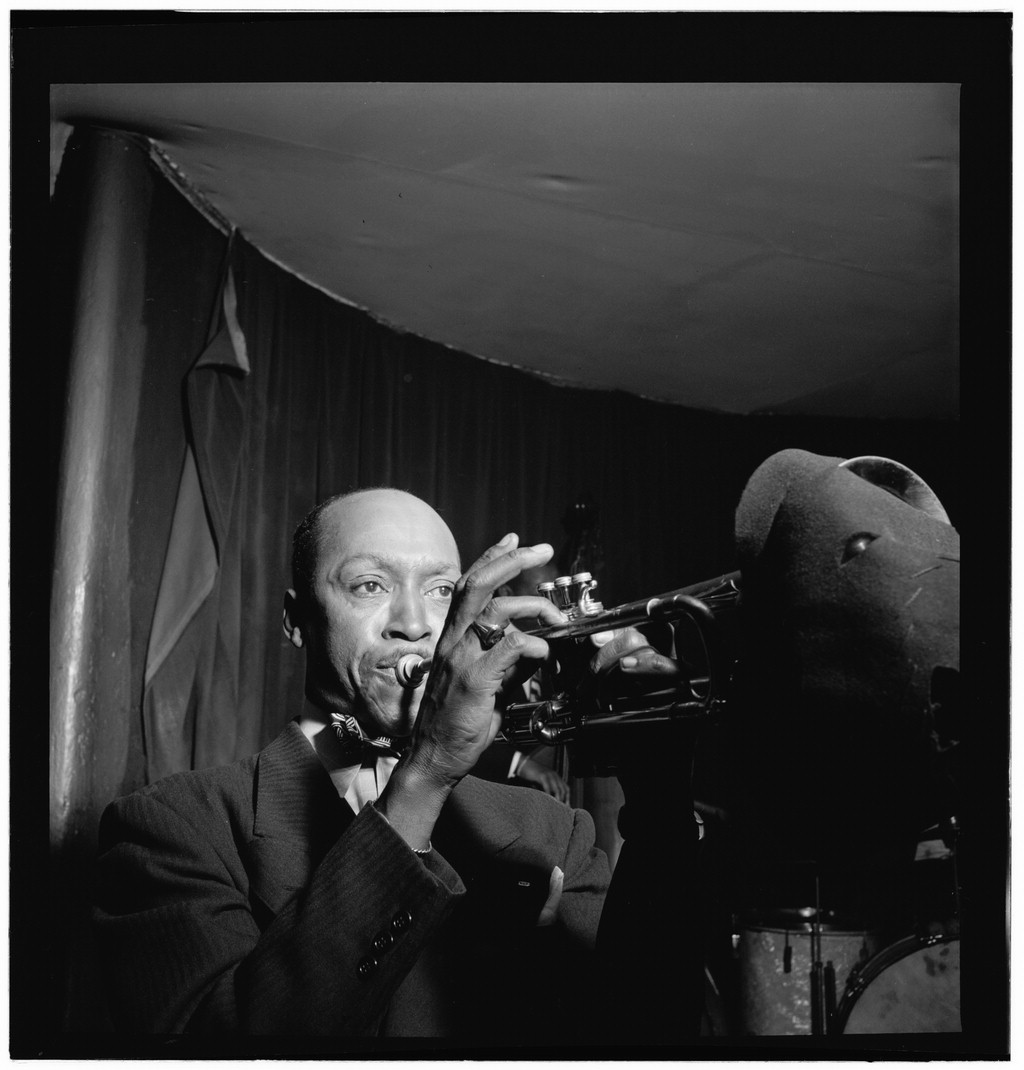
Der Namensgeber des Jazzpreises, der amerikanische Jazzmusiker Bill Coleman bei einem Auftritt im Café Society, um 1947. Fotografie von William P. Gottlieb.

Der Prix Bill Coleman ist ein Jazzpreis, der von 1973 bis 1988 von der Académie du Jazz für das beste Album des klassischen Jazz (meilleur disque de Jazz Classique) zunächst unter der Bezeichnung Oscar bzw. Prix du meilleur disque de Jazz Classique vergeben wurde. Nachdem Ende 1980 die Akademie dem lange Jahre in Frankreich aktiven Musiker Bill Coleman den Ehrenpreis (Prix in Honorem) verliehen hatte, erfolgte Ende des Jahres die Namensänderung des Prix du meilleur disque de Jazz Classique in Prix Bill Coleman. In den späteren Jahren wurde der Preis als Prix du Jazz Classique bezeichnet; weiterhin wurden Musiker oder Produktionen ausgezeichnet, die sich stilistisch in der Vor-Bebop-Ära bewegen.

## Preisträger desPrix du meilleur disque de Jazz Classique
- 1973: Illinois Jacquet & Wild Bill Davis (Black & Blue/Barclay)
- 1974: Sirius von Coleman Hawkins (Pablo)
- 1975: In Paris von Don Byas (Barclay)
- 1976: The Artistry of Tatum von Art Tatum (Vogue)
- 1977: Montreux ’77 von Ray Bryant (Pablo)
- 1978: Concerts de Duke Ellington à Carnegie Hall en 1943/44/46/47 von Duke Ellington (Prestige/Musidisc Europe)[3]
- 1979:  Panama Francis and his Savoy Sultans (Black & Blue)
- 1980:[4] In Washington D.C. 1956 von Lester Young (Pablo 2308 325-219 / R.C.A.) und Django Reinhardt avec l’ATC Band von Django Reinhardt (Vogue 406505).

## Preisträger desPrix Bill Coleman
- 1981: Kansas City Shout von Count Basie, Big Joe Turner, Eddie Cleanhead Vinson (Pablo/RCA) und Blues in Orbit von Duke Ellington (CBS)
- 1982: The Thundering Herds 45/48 von Woody Herman (CBS)
- 1983: Django au Club Saint-Germain von Django Reinhardt (Vogue)
- 1984: Live von Charlie Shavers, Budd Johnson und André Persiany (Black & Blue/WEA Filipacchi)
- 1985: Earl Bostic von Earl Bostic (Charly)
- 1986: Tippin’ Out von Roy Eldridge (Affinity/Média)
- 1987: keine Vergabe
- 1988: Saxomania von Claude Tissendier und Benny Carter (IDA/OMD)
- 1989–1991: keine Vergabe
- 1992:[5] Echoes of Carolina von François Rilhac & Louis Mazetier, (mit Alain Marquet), (Stomp Off/Jazz Trad).

## Preisträger desPrix du Jazz Classique
- 2004: Nicolas Peslier[6]
- 2005: Piano on my Mind von Rossano Sportiello (Jazz Connaisseur/Jazztrade)
- 2006: The Complete Library of Congress Recordings by Alan Lomax von Jelly Roll Morton (Rounder/Harmonia Mundi)
- 2007: Heroes von Roger Kellaway  (IPO Records)
- 2009: Hits by Brits von Harry Allen  (Challenge / Intégral Distribution)
- 2010: Swingin’ Sidney Bechet von Paris Swing Orchestra & André Villeger (Black & Blue)
- 2011: Drumset in the Sunset von Guillaume Nouaux (Autoproduction / Jazztrade-Jazzophile)
- 2012: Live at the Players von Aaron Diehl (CD Baby).
- 2013: Lunceford Still Alive!  der Tuxedo Jazz Band (Jazz aux Remparts)
- 2014: Mélancolies d’un Soir von Tchavolo Schmitt (Label Ouest)
- 2015: For Duke and Paul von André Villéger und Philippe Milanta (Camille Prod/Socadisc)
- 2016: 7:33 Bayonne von Jérôme Etcheberry, Michel Pastre, Louis Mazetier (Jazz aux Remparts)
- 2017: Tribute to Lionel Hampton von Michel Pastre
- 2018: Hommage à Duke Ellington von Les Rois du Fox-Trot
- 2019: Complete Work – Boogie Woogie King von Albert Ammons[7]
- 2020: Guillaume Nouaux & The Stride Piano Kings von Guillaume Nouaux mit Bernd Lhotzky, Louis Mazetier, Chris Hopkins u. a.
- 2021: Duke Ladies – Vol.1 von Laurent Mignard Duke Orchestra
- 2022: Fathers & Sons - The Lionel Hampton / Illinois Jacquet Ceremony von Dany & Didier Doriz / Michel & César Pastre